# Chen Jianghua
Dans ce nom, le nom de famille, Chen, précède le nom personnel.
Chen Jianghua, (en chinois : 陈江华, en Hanyu pinyin : Chén Jiānghuā), né le 12 mars 1989 à Canton en Chine, est un joueur de basket-ball chinois, évoluant au poste de meneur.